# Located Message Service
Located Message Service (engl. für „verortete Nachrichten“, Abk. LMS) ist ein Telekommunikationsdienst zur Aufnahme von Voice-, Text- und Multimedia-Nachrichten mittels Mobilfunk bei gleichzeitiger Ortung.

## Funktionsprinzip
Eine Registrierung des Teilnehmers am LMS-Server via Web-Frontend – Teil der LMS-Applikation – ist vor Nutzung des Services möglich, aber nicht Bedingung.
Ein am LMS-Server hinterlegtes Teilnehmer-Profil kann zusätzliche, generelle Informationen zu den vom Teilnehmer beabsichtigten Nachrichten enthalten (z. B. Kategorie).
- Teilnehmer ruft bzw. sendet SMS/MMS an eine LMS-Nummer.
- Die Nachricht wird vom Provider der LMS-Nummer in ein geeignetes Dateiformat konvertiert (.wav, .mp3, .txt, .jpg, …).
- Das LMS-Service startet eine Ortungsanfrage an das LBS-Service des Netzbetreibers des Teilnehmers.
- Die Nachricht des Teilnehmers (Voice, SMS, MMS) wird vom Provider der LMS-Nummer an den LMS-Server übertragen.
- Bei Vorliegen einer entsprechenden Einverständniserklärung des Teilnehmers ermittelt der Netzbetreiber des Teilnehmers dessen aktuelle Position und überträgt diese ebenfalls an  den LMS-Server.
- Am LMS-Server erfolgt die Zusammenführung von Nachricht, Ortungsinformation und allenfalls vorhandenen voreingestellten Informationen (z. B. Kategorie) zur located message (LM) anhand der Rufnummer des Teilnehmers und dem Startzeitpunkt der Nachricht.

Das LMS stellt auf diese Weise generierte located messages anfragenden Applikationen zur Verfügung (Web Service, SOAP u. a.).